# Tarcondari Càstor
Tarcondari Càstor (en llatí Tarcondarius Castor) era un senyor de Galàcia que l'any 49 aC, juntament amb Donilau, va facilitar un cos de tres-cents cavallers gàlates a l'exèrcit de Gneu Pompeu.